# Sörlindsjö
Sörlindsjö är en by som ligger i Attmar socken, ungefär en mil utanför Matfors i Sundsvalls kommun. Byn ligger på den södra sidan av sjön Lindsjön. I närheten av byn har man hittat fornlämningar.

## Kända personer från Sörlindsjö
- Travkusken Åke Svanstedt är uppväxt i Sörlindsjö.
- Tidigare vice förbundsordföranden för CUF, Johan Vesterlund, är uppväxt i Sörlindsjö.